# Chatuna Gogaladze
Chatuna Gogaladze (georgiska: ხათუნა გოგალაძე), född 18 april 1970, är en georgisk biolog och politiker som sedan den 25 oktober 2012 tjänstgör som landets miljöminister i Regeringen Ivanisjvili.
Gogaladze tog examen i biologi vid Tbilisis universitet år 1992. Mellan år 1993 och 1998 var hon forskarassistent vid institutionen för genteknik på universitetet. År 2000 tog hon masterexamen i miljövetenskap och politik vid Central European University (CEU). Mellan år 2001 och 2006 arbetade hon vid ministeriet för miljöskydd. Sedan år 2007 har hon varit aktiv som expert i miljöfrågor och år 2008 tog hon magisterexamen vid Indiana University i miljöpolitik och förvaltning av naturresurser. Den 25 oktober tillträdde hon officiellt som Georgiens miljöminister.